# Salzatal
Salzatal es un municipio situado en el distrito de Saale, en el estado federado de Sajonia-Anhalt (Alemania), a una altitud de 120 metros. Su población a finales de 2015 era de unos 11 600 habitantes y su densidad poblacional, 110 hab/km².
Se encuentra ubicado a la orilla del río Saale, un afluente del río Elba.